# Fos Bucraa
Fosfatos de Bucraa (Fos Bucraa) fue una empresa minera española radicada en el Sahara español, dedicada a la explotación a cielo abierto de fosfatos en la mina de Bucraa. Fue fundada en 1962 bajo la denominación «Empresa Nacional Minera del Sahara» (ENMINSA), por iniciativa del Instituto Nacional de Industria (INI). Tras el abandono español del Sáhara, desde 1976 la empresa sucesora de capital marroquí está integrada en la sociedad estatal OCP Group.

## Historia

### Etapa española
Los primeros yacimientos de fosfatos en el norte del Sáhara Español, en el África Occidental Española, fueron descubiertos por el geólogo toledano Manuel Alía Medina en 1947 y eran de una riqueza comparable a la de los marroquíes. Por su descubrimiento hubo el compromiso de pago de un canon por tonelada, cuyo abono originó un contencioso judicial que duró hasta finales de los setenta.

La Empresa Nacional Investigaciones Mineras desarrolló la labor de investigación de la zona para realizar la evaluación de las reservas. Los costes estimados fueron elevados y la calidad del mineral baja, por lo que los trabajos no continuaron, suspendiéndose 1956. El interés en estos yacimientos se retoma, y el 4 de julio de 1962 el Instituto Nacional de Industria constituye la Empresa Nacional Minera del Sahara (ENMINSA), que en otoño continuó las prospecciones bajo la dirección de José María Ríos García. Las labores de explotación se centraron en la meseta de Izic, descubriendo en Bucraa uno de los mayores yacimientos del mundo, con calidad excelente, siguiéndose un sistema de explotación a cielo abierto. 

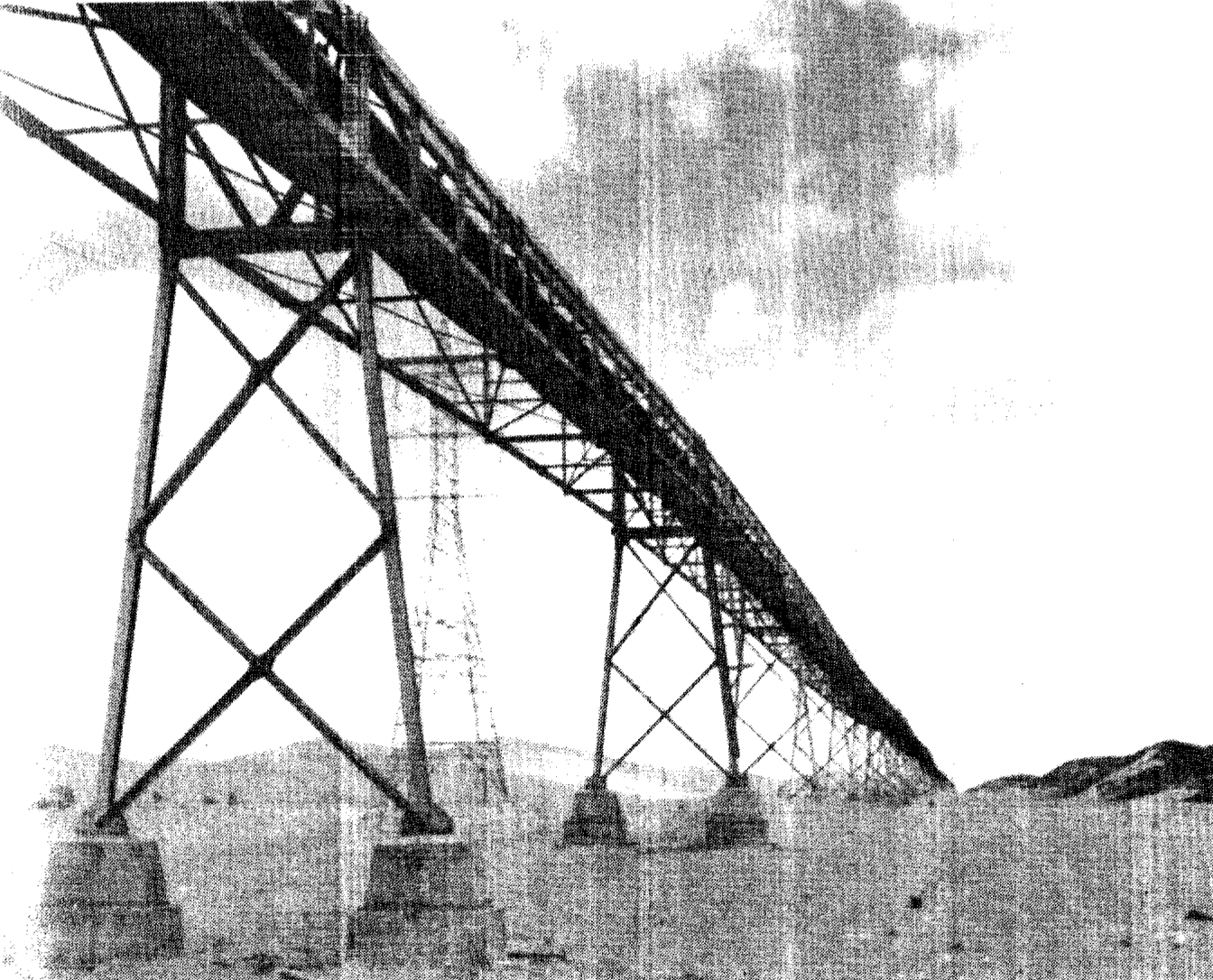
Cinta transportadora para el transporte del fosfato al puerto de El Marsa.

En mayo de 1968 la empresa presidida por Alfonso Álvarez Miranda fue renombrada «Fosfatos de Bucraa», conocida popularmente como «Fos Bucraa», cuando ya se había completado la investigación, en la cual fue preciso reconocer 2.250.000 hectáreas de terreno en el transcurso de once meses. Igualmente se confeccionaron 79 perfiles geológicos, se realizaron 116 sondeos estratigráficos y en total se tuvieron que hacer 4.500 metros de sondeos. Como complemento fue preciso cartografiar una superficie de 1.275.000 hectáreas de terreno. En los siguientes años se construiría la cinta transportadora de más de 100 kilómetros de largo que transportaba el fosfato hasta cargadero de El Marsa en la costa cerca de El Aaiún, un cargadero que se internaba tres kilómetros en el mar permitía la exportación del mineral. 
En 1972 empezó la explotación que al año siguiente ya era a pleno rendimiento, dando empleo a unos 2.000 trabajadores, de los que 600 eran saharauis. Gracias a esto El Aaiún experimentaba un auge económico y demográfico. El trayecto de la cinta transportadora de los fosfatos y su terminal en el Atlántico se convirtieron en objetivo preferente de los ataques del Frente Polisario, como el secuestro de Antonio Martín en marzo de 1975 o el atentado con bomba de enero de 1976.

### Cesión a OCP
La firma de los acuerdos de Madrid incluyó un acuerdo-marco económico, no hecho público hasta mayo de 1977, con la cesión de un 65% de la empresa a Marruecos. De esta manera, Marruecos afianzó su posición como primer exportador mundial de fosfatos. Por lo tanto, el 1 de enero de 1976 el INI vendió el 65% de las acciones a la Office Chérifien de Phosphates (OCP), manteniendo cuatro representantes de los diez que componían su Consejo de Administración. En dicha cesión se incluyó un periodo de transición de unos dieciséis meses, tras los cuales, la OCP culminaría la transferencia del control de la explotación, terminando la presencia de técnicos y gestores españoles en Bucraa en mayo de 1977.
Ante los continuos sabotajes a la cinta transportadora por parte del frente polisario la presencia de transportistas se hizo indispensable. Sin embargo, la muerte de un camionero madrileño en 1977 tras la explosión de una mina colocada por el Frente Polisario, que también hirió a otro, y el secuestro del empresario Antonio Martín en 1975, resultaron en la salida de muchos de sus 129 trabajadores españoles.

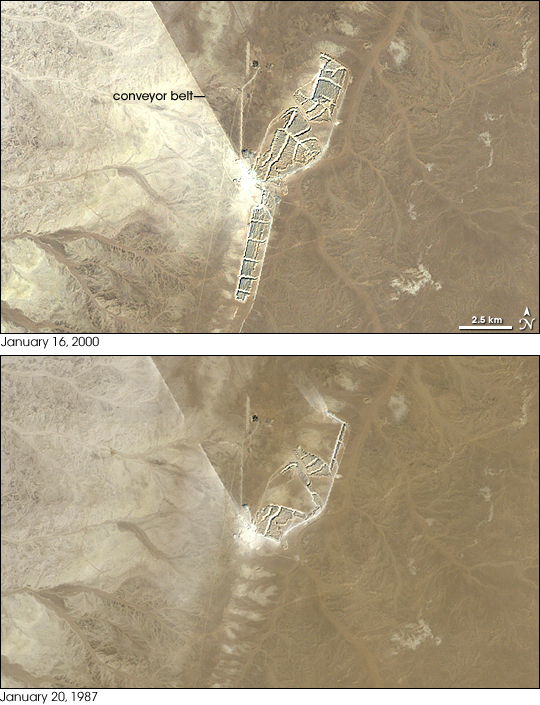
Mina de Fosfatos de Bucraa cerca de El Aaiún.

Entre 1979 y 1986 la actividad de la empresa se vio afectada por los atentados del Frente Polisario y sufrió fuertes pérdidas en 1980 y 1981 por la oscilación en el mercado internacional del precio del fosfato, lo que supuso la renegociación de la deuda que Fos Bucraa mantenía con el INI español. Los intereses políticos y económicos marroquíes hicieron que para resolver la situación de la deuda de Fos Bucraa con el INI en 1996 se produjera la dilución de la participación estatal española del 35% a un 12% por no acudir el INI (luego TENEO, y posteriormente Sociedad Estatal de Participaciones Industriales SEPI) a la ampliación de capital aprobada. En 2002 OCP completó el 100% de la propiedad de Fos Bucraa en una operación financiera que consistió en la reducción del capital social a cero y una ampliación posterior del mismo a la que la sociedad estatal española SEPI no acudió (renunciando a su derecho de suscripción preferente de la ampliación), siendo ministra de asuntos exteriores Ana Palacio, que después se incorporó al Consejo Asesor Internacional de OCP Group. En 2006 la cinta transportadora sufrió un atentado por parte del Frente Polisario, lo que interrumpió su actividad.
En la actualidad, la mina de Phosbucraa aporta el 2% de la producción de fosfatos de Marruecos, que es el segundo mayor productor mundial de fosfatos con 37 millones de toneladas (2020) y el primero en reservas con el 70% de las reservas de fosfatos a nivel mundial.